# Pierre de Polignac
Graaf Pierre Marie Xavier Raphaël Antoine Melchior de Polignac (Château de Kerscamp, Hennebont, 24 oktober 1895 — Neuilly-sur-Seine, 10 november 1964) was een lid van de prinselijke familie van Monaco.

## Familie
Pierre was de jongste zoon van graaf Maxence de Polignac (1857-1936) en Susana de la Torre y Mier (1858-1913). Hij stamde uit een van de oudste Franse adellijke geslachten, het huis Chalençon-Polignac. Hij had drie oudere broers en drie oudere zussen.

## Huwelijk en kinderen
Op 18 maart 1920 huwde Polignac met erfprinses Charlotte van Monaco. Conform de Monegaskische wet moest hij afstand doen van zijn achternaam en zijn Franse titels en kreeg de naam en titels Pierre Grimaldi, prins Pierre van Monaco, hertog van Valentinois.
Uit het huwelijk werden twee kinderen geboren:
- Antoinette (Parijs, 28 december 1920 - 18 maart 2011), barones van Massy
- Reinier (1923 – 2005), prins van Monaco 1949-2005

Het gearrangeerde huwelijk, bemoeilijkt door zijn homoseksualiteit, bleek geen succes; in 1930 ging het koppel uit elkaar en in 1933 scheidden zij. Hun kinderen werden zes maanden per jaar door hun vader opgevoed en de andere zes maanden door hun moeder.

## Politieke en culturele rol
Hoewel hij geen Grimaldi van geboorte was, heeft hij zowel in politiek als cultureel opzicht veel voor Monaco betekend. In de jaren twintig was hij tijdens afwezigheid van prins Lodewijk II regent en voerde zo belangrijke economische hervormingen door. Bovendien herstelde hij het vertrouwen van de Monegasken in het vorstenhuis.
Daarnaast leidde hij een tijdlang de Monegaskische delegatie bij de UNESCO, was lid van het Internationaal Olympisch Comité en riep in 1951 de litteraire prijs Prix littéraire Prince-Pierre-de-Monaco in het leven, waarvan zijn kleindochter Caroline tegenwoordig voorzitter is.

## Titels
- De graaf Pierre de Polignac (1895-1920)
- Zijne Doorluchtige Hoogheid de prins Pierre van Monaco, hertog van Valentinois (1920-1964)